# ديفيد برايس (عالم إنسان)
ديفيد برايس (بالإنجليزية: David Price)‏ هو عالم إنسان أمريكي، ولد في 1960.